# David Evans (Bischof)
David Ernest Charles Evans (* 22. Oktober 1953 in Henley-on-Thames, Oxfordshire) ist ein britischer Geistlicher und römisch-katholischer Weihbischof in Birmingham.

## Leben
David Evans war Alumnus des Päpstlichen Englischen Kollegs in Rom und erwarb an der Päpstlichen Universität Gregoriana Lizenziate in den Fächern Philosophie und Katholische Theologie. Er empfing am 29. Juli 1978 in der Kirche Sacred Heart in Henley-on-Thames durch den Weihbischof in Birmingham, Patrick Leo McCartie, das Sakrament der Priesterweihe.
Nach der Priesterweihe war David Evans von 1979 bis 1981 Pfarrvikar der Pfarrei St. Mary in Walsall und von 1981 bis 1983 Pfarrvikar der Pfarrei St. Aloysius in Oxford. Anschließend war Evans als Ausbilder und Vizerektor am St. Mary’s College in Oscott tätig, bevor er 2001 Pfarrer der Pfarrei St. Austin in Stafford wurde. Von 2006 bis 2007 war Evans Bischofsvikar für Coventry, Warwickshire und Oxfordshire. Danach war er Pfarrer der Pfarrei St. Theresa in Chalbury, bevor er 2014 Pfarrer der Pfarrei Our Lady of Perpetual Succour in Rednal wurde. 2019 wurde David Evans zudem Bischofsvikar für Birmingham und Worcester.
Am 18. März 2020 ernannte ihn Papst Franziskus zum Titularbischof von Cuncacestre und zum Weihbischof in Birmingham. Der Erzbischof von Birmingham, Bernard Longley, spendete ihm und Stephen Wright am 9. Oktober desselben Jahres in der St. Chad’s Cathedral die Bischofsweihe; Mitkonsekratoren waren der Weihbischof in Birmingham, William Kenney CP, und der emeritierte Weihbischof in Birmingham, David Christopher McGough.